# Noiraigue (cours d'eau)
Cet article concerne le cours d'eau. Pour la localité du canton de Neuchâtel, voir Noiraigue.
La Noiraigue est un cours d'eau coulant dans le canton de Neuchâtel en Suisse. C'est un affluent de l'Areuse dans le val de Travers.

## Hydrologie

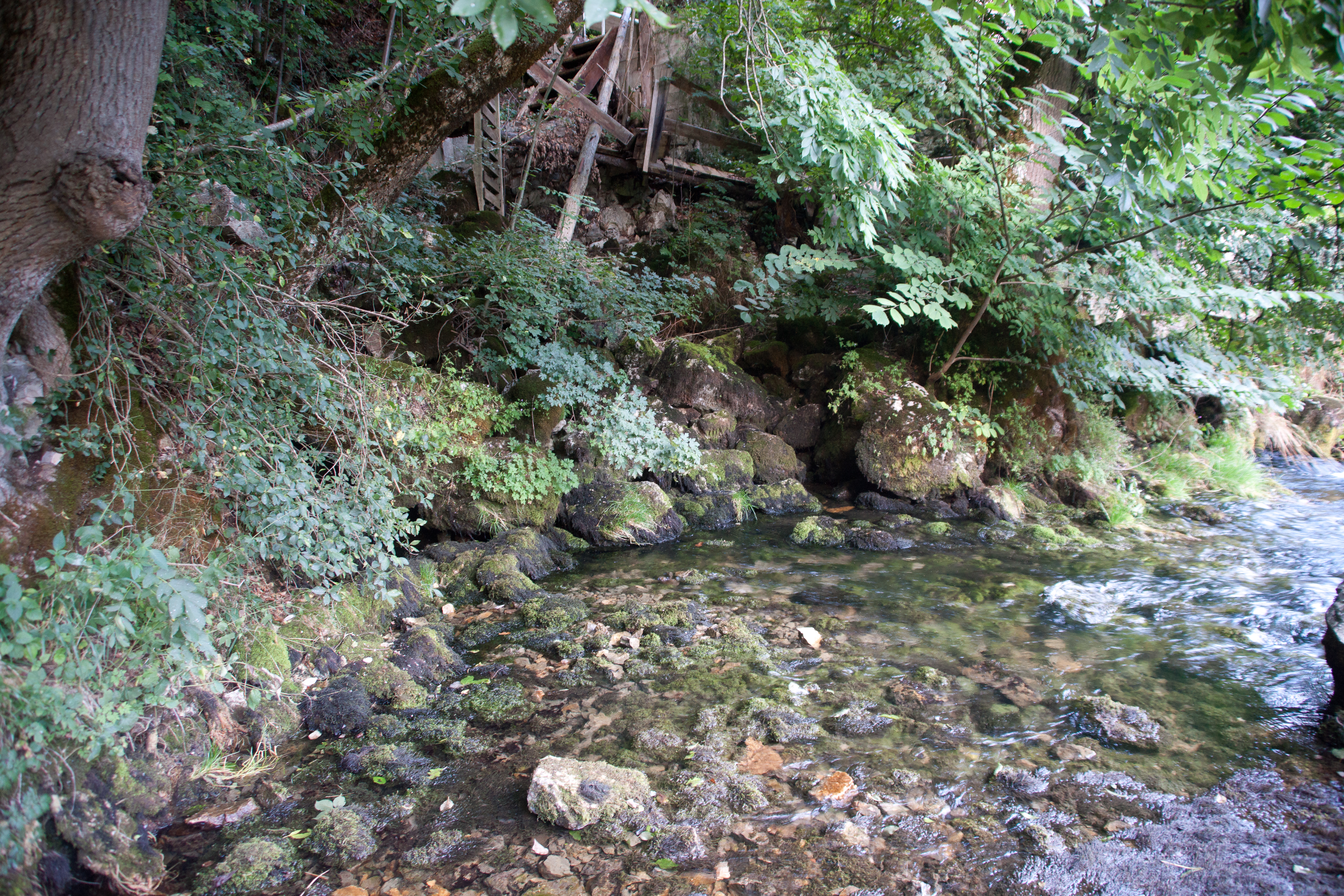
Source de la Noiraigue.

La source de la Noiraigue jaillit au fond du cirque du même nom. Elle est une résurgence du Bied coulant dans la vallée des Ponts et de la Sagne.
Le Bied s'engouffre dans la perte du Voisinage - une doline située au sud-ouest des Ponts-de-Martel - pour ressortir dans la source de la Noiraigue. Cet écoulement souterrain a été prouvé par de nombreux traçages. Le premier eut lieu en 1864 par Desor, mais ce n’est qu'en 1903 que Schardt et Dubois démontrèrent ce lien souterrain en réalisant un traçage à l'aide de fluorescéine. L'eau met une soixantaine d'heures pour franchir les 4 kilomètres qui séparent la perte de la source.
Le débit moyen annuel de la source de la Noiraigue est d'environ 2 m3/s avec des crues pouvant atteindre 14 m3/s et des étiages à 0.25m3/s. L'eau de la source est légèrement jaunâtre. Sa coloration provient des matières humiques livrées par les tourbières de la vallée des Ponts et de la Sagne. Lors des crues, la teinte s'accentue et devient jaune.